# В (вагон метро)
В (нем. Baureihe C) — советское обозначение вагонов метрополитена, произведённых в Германии, полученных в качестве репарации, которые эксплуатировались в Московском метрополитене после Второй мировой войны.

## Вывоз из Берлина
В связи с увеличением протяжённости сети в 1943—1944 годах на 13,3 км и отсутствием поставок нового подвижного состава с Мытищинского машиностроительного завода на Московском метрополитене к 1945 году стала остро ощущаться нехватка вагонов, особенно усугубившаяся после массовой реэвакуации промышленных предприятий и жителей города. Учитывая то, что в ближайшее время не представлялось возможным наладить свёрнутое производство на ММЗ, правительством было принято решение вывезти из Берлина часть вагонов метро, наиболее удовлетворявших по своим техническим характеристикам и требованиям эксплуатации на Московском метрополитене.

## История постройки
Вагоны были самыми современными в сети берлинского метрополитена на момент создания и послужили, в том числе, образцом для серии А московского метрополитена. Из-за технического сходства систем берлинского и московского метрополитена после окончания войны в Советский Союз в качестве репараций было доставлено 120 вагонов.
Берлинское метро старше московского, оно прошло свой период развития и накопило несколько типов вагонов. Более новые вагоны, которые строились с середины 1920-х годов, были на 35 сантиметров шире своих предшественников. Но и «широкий» вагон прошёл несколько стадий развития: первые вагоны образца 1924 года берлинцы окрестили «туннельной совой»: у них были овальные ветровые стекла, что выглядело довольно экзотично. Впрочем, «сову» на производстве быстро заменили более типичной моделью. Советские инженеры решили взять наиболее подходящие новые вагоны типа «С» постройки 1927—1930 годов, длиной 18 м, шириной 2,62 м, высотой 3,6 м с массой тары от 29,5 до 35,5 т и в основной своей массе окрашенные в жёлтый цвет, а примерно треть красных, так обозначались вагоны для курящих. Они развивали максимальную конструктивную скорость 60 км/ч. При общем сходстве своих габаритов эти вагоны имели несколько модификаций, отличавшихся конструкциями кузова, тележек и электрооборудования.
Это было вызвано тем, что для выработки окончательной эксплуатационной концепции до начала серийного выпуска на заводе «Оренштейн-Коппель» в Берлине были изготовлены 7 опытных составов по трём проектам (4, 6, 7). Они отличались между собой формой крыши (фонарная, арочная и полуарочная). В каждом составе вагонов было два головных вагона и два промежуточных прицепных вагона. Всего было построено 27 таких вагонов, получивших обозначение «С-1», из них 14 были с кабиной машиниста, четырьмя двигателями по 110 кВт, а 13 — прицепными без кабин управления. В 1927 г. по проекту 4 были изготовлены первые моторные вагоны № 99—106, прицепные третьего класса № 250—253, предназначенные для некурящих и прицепные второго класса № 350—353 для курящих; по проекту 6 — моторные № 107—110 и прицепные № 264—267, которые были окрашены на две трети в красный цвет для обозначения смешанного вагона: для курящих и некурящих; в 1930 г. по проекту 7 были построены моторные № 111, 112 и прицепной № 268. Одной из особенностей вагонов серии «C-1» являлось наличие кнопки «мёртвого человека».
При серийном выпуске заводом «Вегманн и Ко» в Касселе, начатом в 1930 году, все вагоны выпускались моторными с кабиной управления и им присвоен тип «C-2». Всего было выпущено 114 таких вагонов (№ 545—658). Строились они по проекту 10 и имели только одну обмоторенную тележку с двумя двигателями SL-104n по 100 кВт.
В 1930 г. последовал выпуск ещё 30 моторных вагонов уже типа «C-3» по проекту 11 № 515—544 с четырьмя двигателями USL-421 по 70 кВт каждый.
Вагоны оборудовались автосцепками жёсткого типа Шарфенберга, позволявшими одновременно с механическим сцеплением вагонов производить соединение воздухопроводов и электрических цепей.
Электрическое и механическое оборудование для вагонов поставлялось заводами «АЕГ», «Сименс», «Кнорр» и др.
Внутренняя отделка вагонов типа «C» (стены, перегородки кабины, щековины диванов, рамы дверей и окон) представляла собой обшивку из светлых пород дерева, пол, покрытый коричневым линолеумом, и окрашенный белой краской потолок, широкие трёхстворчатые окна. Кроме того, имелось по одному откидному месту на задней торцевой двери. В средних и последних вагонах в сложенном положении стенка кабины закрывала только место машиниста, позволяя использовать освободившуюся часть кабины как площадку для стоящих пассажиров.
Машины эксплуатировались в СССР до 1965 года и в Берлине до 1975 года.

## Операция по вывозу вагонов
На конец войны в Берлине имелось 168 таких вагонов (ещё три вагона были уничтожены при бомбёжках). Было решено вывезти 120 вагонов.
Операция по вывозу вагонов, несмотря на соглашение о сохранении объектов коммунального хозяйства, была начата летом 1945 года. 10 июня 1945 года в Германию в командировку направили группу специалистов-подвижников с целью окончательного решения всех вопросов репарации и оценки возможности эксплуатации вагонов типа «С» берлинского метрополитена в напряжённых условиях Московской подземки.
Для транспортировки 120 вагонов, приписанных к депо «Фридрихсфельде», располагавшемуся в советской зоне оккупации, была специально сооружена временная ветка между депо и близлежащей железнодорожной станцией.
Вывоз трофейных вагонов начался 30 октября 1945 года. Прямо по уличному асфальту проложили временный путь от метро до железной дороги. Сначала вагоны ехали за паровозами сплотками на своих колёсах по европейской колее. На литовской станции Радвилишкис была организована накопительно-перевалочная база метровагонов. На этой базе работники метрополитена вагоны ставили на открытые платформы и везли уже по советской колее до Москвы. Закончилась операция в мае 1946-го, после чего базу в Литве ликвидировали.
Среди вывезенных оказались 24 из 27 вагонов опытной партии «С-1», 69 из 114 типа «С-2» и 27 из 30 типа «С-3». Вагоны поступали в Москву на железнодорожных платформах и разгружались на площадке депо «Сокол». В вагоноремонтных мастерских (ныне ЗРЭПС) в 1946-47 гг. была произведена их модификация с большим объёмом работ по переоборудованию вагонов на широкую колею: повышение кузовов на 20 сантиметров, чтобы доставать до московских платформ, переклёпка рам тележек (оси меняли, потому что европейские короче, колёсные центры со спицами оставили «родные» немецкие, а бандажи на них напрессовывались уже советские, так как родные порядком поизносились), перемонтаж электрических схем, тяговых двигателей и мотор-компрессоров, переделка внутривагонного оборудования. Вагоны получили новые номера, согласно московской нумерации, и им было присвоено обозначение тип «В» (военный).

## Переоборудование и переименование в Москве

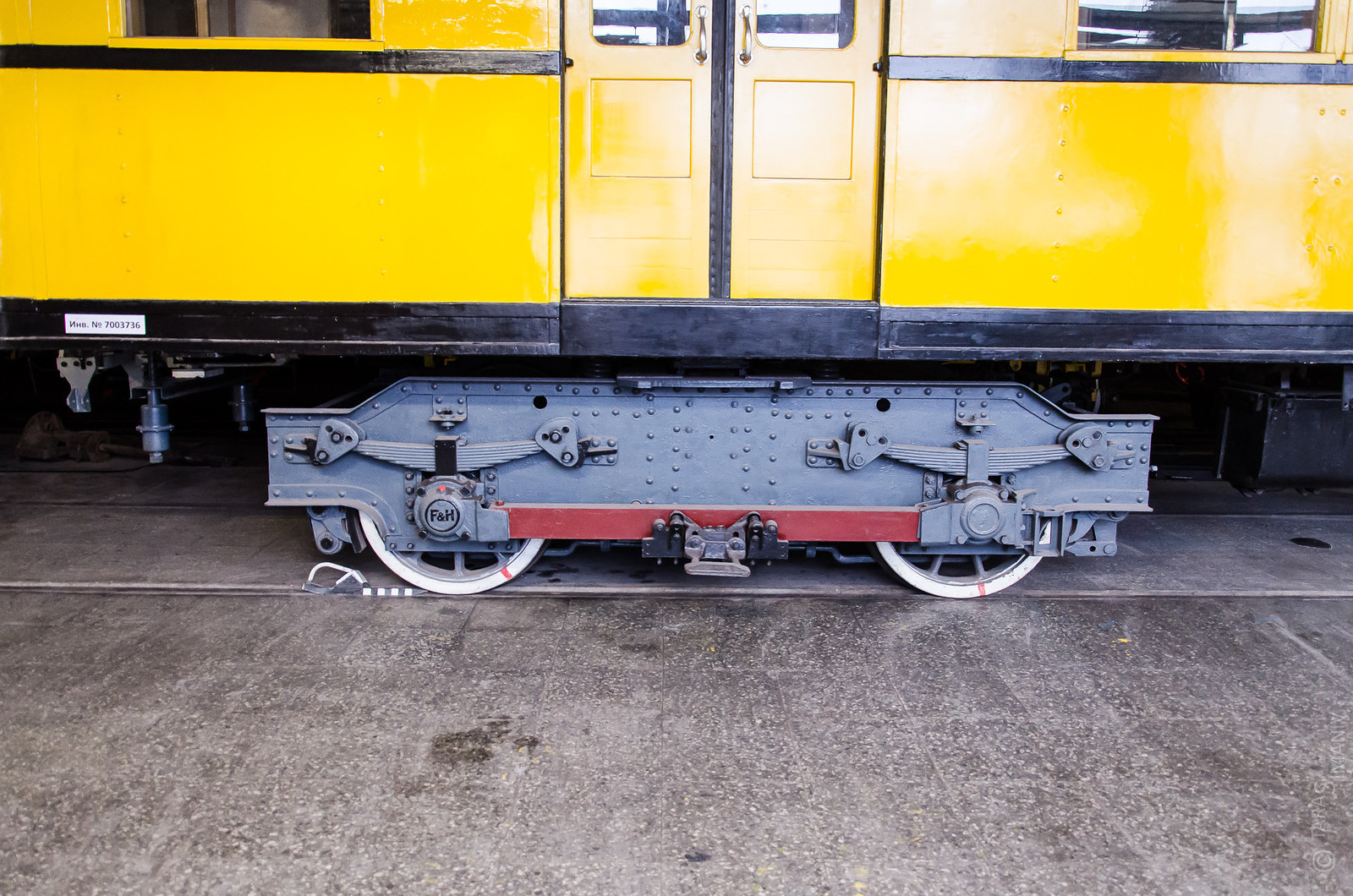
Тележка вагона В4 № 156

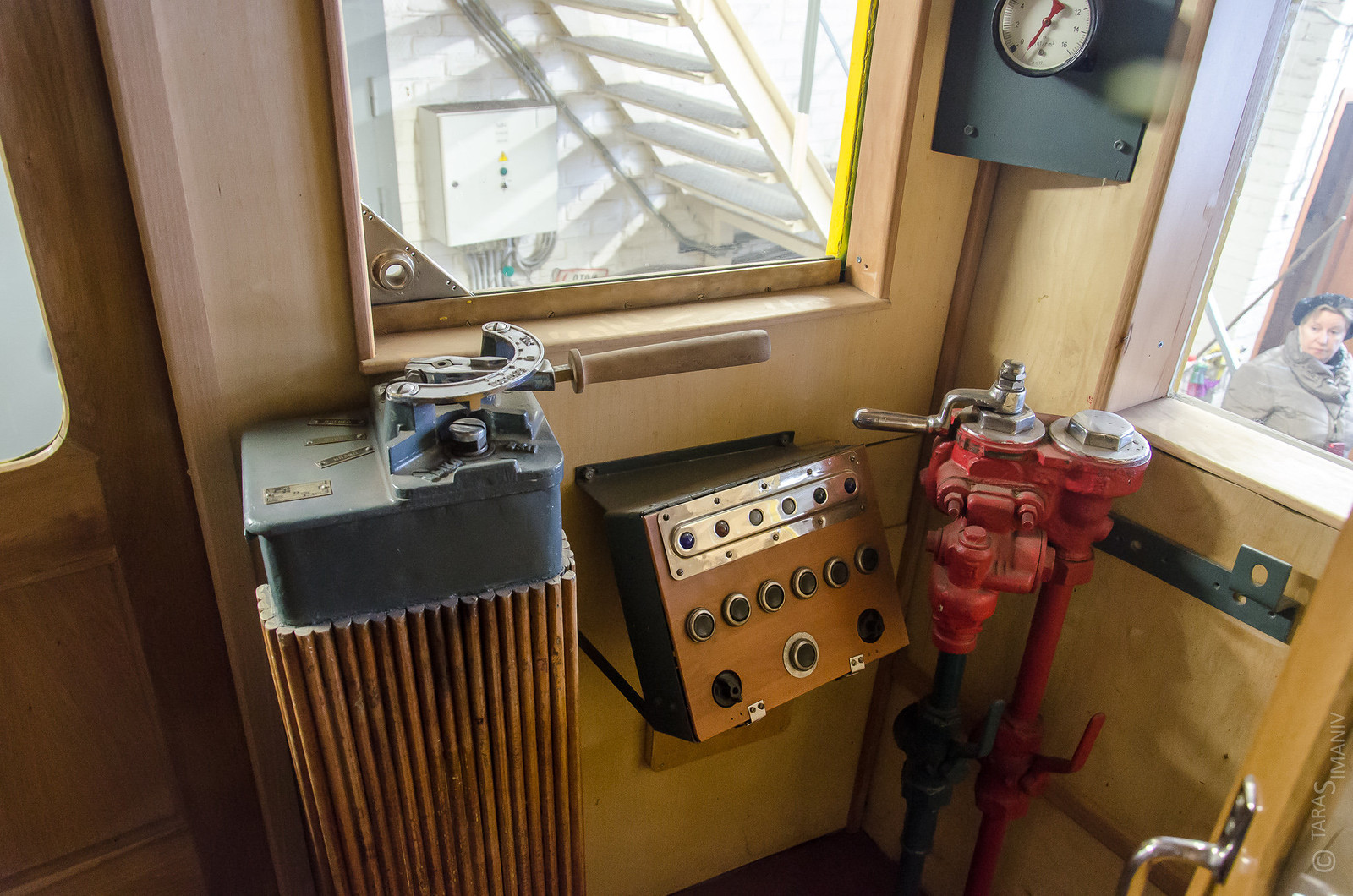
Пульт машиниста вагона В4 № 156

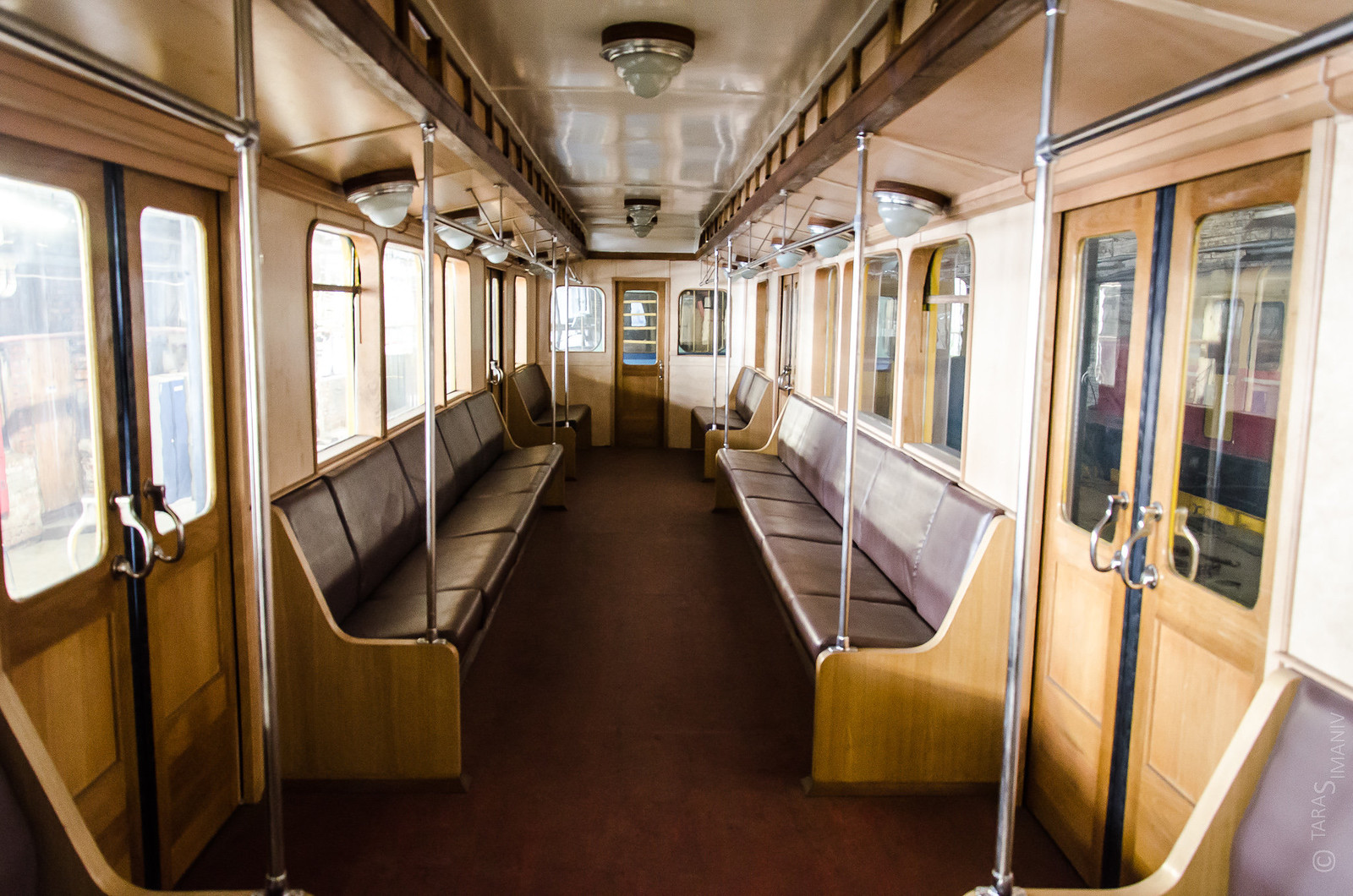
Пассажирский салон вагона В4 № 156

Освоение нового для Московского метрополитена типа подвижного состава проходило в очень тяжёлых условиях. Сказывалось отсутствие технической документации, в первую очередь, на электрооборудование. Все это приходилось составлять в процессе адаптации вагонов фактически заново.
Вагоны серии «В» подразделялись на несколько подсерий (типов) и, в основном, соответствующие немецким индексам от 1 до 3 за теми же разновидностями вагонов.
Как указано выше, было вывезено 24 вагона типа «С-1». Все они получили обозначение «В-1». 12 из них были прицепными вагонами без кабины машиниста и получили номера от 1151 до 1162. Ещё 12 вагонов «В-1» были моторными вагонами с кабинами машиниста и получили номера от 151 до 162. С этих моторных вагонов были сняты электродвигатели, поскольку их электрооборудование попортилось в воде, так как они побывали в затопленной части тоннелей во время штурма Берлина. Поэтому первоначально все вагоны типа «В-1» использовались только как прицепные. Позднее вагоны «В-1» были переоборудованы в вагоны типа «В-4».
69 вагонов, относившиеся к типу «С-2», получили обозначение «В-2» и номера от 170 до 238.
Оставшиеся 27 вагонов типа «С-3» получили обозначение «В-3» и номера от 250 до 276.
Вагоны «В» имели металлическую конструкцию с клёпаными кузовами и тележками, диаметр колёс у вагонов был 900 мм. Механическая часть вагонов «В-2» и «В-3» в основном одинакова. Вагоны же типа «В-1» отличались от них другой конструкцией тележки: она осталась немецкой, её переклепали в Мытищах и расширили на 11 см. Тележки электровагонов типов «В-2» и «В-3» были одинаковыми, так как при модернизации электровагонов, поступивших с Берлинского метрополитена, на советских заводах для них формировались новые колёсные пары с осями из легированной стали с использованием колёсных центров и бандажей электровагонов типов «А» и «Б».
В планировке вагоны «В» имели салон для пассажиров и кабину машиниста. Прицепные вагоны «В-1» (в отличие от вагонов «В-2» и «В-3», а также моторных вагонов «В-1») не имели кабины машиниста. Вагоны «В-1» имели три разновидности формы крыши (фонарная, арочная и полуарочная).
Для новой жизни вагоны были переоборудованы достаточно радикально. Часть пассажирских вагонов имела плюшевые сиденья вместо кожаных. При модернизации дубовую и буковую отделку салонов сняли, а стены оклеили линкрустом — специальной прочной вощёной бумагой с рельефными рисунками. Убрали откидные сиденья в торце салона и гибкие стенки кабин, и другие украшения удалили. В советском метро машинист был надёжно ограждён от толпы.
Все вагоны «В» имели с каждой стороны по три двухстворчатых автоматических двери. По четыре двери было только у 4 вагонов типа «В-1»: двух прицепных № 1154 и 1162, переоборудованных в дальнейшем в вагоны типа «В-4» № 166, 147, и у двух моторных № 157, 158. В берлинском метро автоматические двери закрывались по электрическому сигналу из кабины машиниста, а открывали их сами пассажиры, дёргая за специальные ручки (после разблокировки дверей машинистом). После модернизации «дверные цилиндры двустороннего действия» автоматизировали процесс полностью — двери стали и закрываться, и открываться из кабины машиниста. Была установлена сигнализация закрытия дверей, отсутствовавшая до модернизации.
Электрическое оборудование вагонов типа «В-1» включало в себя элементы вспомогательных цепей и 24 сквозных провода. Тормоз на вагоне «В-1» пневматический, колодочный с односторонним нажатием на бандаж, также имелся ручной тормоз с колонкой по типу «В-2».
Вагоны «В-2» имели автоматическое управление электрической схемой по системе многих единиц с 24 сквозными проводами управления. Электрическая схема не связана с пневматической. Питание цепей управления осуществлялось через добавочные сопротивления и потенциометры. Рабочий тормоз — пневматический, дисковый, воздействующий плоскими колодками на диски, установленные на ступице колеса. На вагонах имелся ручной тормоз, и в аварийных случаях можно было пользоваться реверсивным электрическим тормозом.
Вагоны «В-3» имели автоматическое управление электрической схемой по системе многих единиц с 31 сквозным проводом управления. Схема имела индивидуальное управление при помощи отдельных электромагнитных контакторов. Электрическая схема также не была связана с пневматической. Тормоза аналогичны вагонам «В-2».
Предполагалось, что прицепные вагоны типа «В-1» будут являться дополнением к вагонам «В-2» и «В-3». Составы формировались по следующей схеме: пять «В-2» и один «В-1» в середине или четыре вагона «В-3» и два «В-1» в середине.
Совместная работа вагонов типов «В-2» и «В-3» в одном составе была невозможна из-за разного числа проводов цепей управления (24 и 31). При сцепке вагонов типов «В-1» с «В-2» или «В-3» на них заменялись только съёмные межвагонные электрические соединения. В ряде случаев требовалась замена головки автосцепки.
В конце февраля 1946 года вагоноремонтные мастерские восстановили первый вагон В-3 и 11 марта он был обкатан. К августу мастерские восстановили 35 вагонов В-1 и В-3.

## Эксплуатация в Московском метрополитене
Первоначально электровагоны типа «В» были приписаны к депо «Северное» Московского метрополитена. Эксплуатация первого шестивагонного состава из вагонов типа «В-2» началась 23 июня 1947 года на Кировско-Фрунзенской (Сокольнической) линии на участке «Сокольники» — «ЦПКиО». К концу того же года началась работа на этой линии и вагонов типа «В-3». Работали трофейные вагоны также и на Горьковско-Замоскворецкой линии на участке «Сокол» — «Завод имени Сталина» («Автозаводская»). Окраска их была не похожа на современную: жёлтый верх и горчичный низ.
Опытная эксплуатация составов с прицепными вагонами дала отрицательные результаты, так как имевшейся мощности тяговых двигателей моторных вагонов было недостаточно. Поэтому в 1948-49 гг. в Вагоноремонтных мастерских Московского метрополитена вагоны типа «В-1» были оборудованы троллейбусными тяговыми двигателями типа ДК-140А мощностью около 80 кВт каждый, развивающими при напряжении на зажимах 750 В частоту вращения около 1300 об./мин. Кроме того, на промежуточных бескабинных вагонах с одной из сторон устанавливались кабины машиниста, для чего в глухой торцевой части вырезались отверстия для окон, монтировались фары и габаритные фонари, а сбоку врезалась дверь в кабину. Передача от тяговых двигателей выполнялась при помощи кулачковых муфт, соединяющих валы двигателей с малыми шестернями зубчатых передач. При такой системе тяговые двигатели не имели жёсткого соединения с колёсными парами и подвешивались на раме тележки. Это значительно улучшало условия работы электродвигателей и уменьшало воздействие вагона на путь. Остальное электрооборудование вагонов, получивших обозначение «В-4», было таким же, как и у вагонов типа «Г». Масса тары вагонов «В-4» составляла 36,5 т. После переоборудования вагонов «В-1» в «В-4» им были присвоены номера с 146 по 169, а опытная эксплуатация проводилась на Горьковско-Замоскворецкой линии.
После 5-6 лет работы, в основном из-за отсутствия запасных частей, почти треть вагонов типа «В» по техническому состоянию не могла эксплуатироваться и была выставлена на закрытом в то время для движения поездов участке Арбатского радиуса мелкого заложения. Была сделана попытка использовать восемь вагонов «В-2» и пять «В-3» в качестве прицепных.
В связи с поступлением новых вагонов и невозможностью дальнейшего хранения неиспользуемых в мае 1958 года 35 единиц инвентарного парка — вся серия «В-3» (27 вагонов) и часть «В-2» (8 вагонов) были списаны и переданы для хозяйственных нужд Минтрансстрою.
В 1956-58 гг. на ЗРЭПСе и в электродепо «Измайлово» вагоны «В-2» и «В-4» были подготовлены и перекрашены в «советские» тона (тёмно-голубой низ и серо-зелёный верх) для работы в наземных условиях на открывшейся в 1958 году Филёвской линии. В 1961 г. все вагоны «В» были переданы из депо «Измайлово» в новое электродепо «Фили», где они работали на линии «Калининская» («Александровский сад») — «Киевская» — «Фили» вплоть до 1966 года.
Кроме того, часть вагонов этого типа передавалась в депо «Красная Пресня», где был организован участок по их утилизации. Уникальный удлинённый вагон «В-4» № 158, имеющий 4 пары дверей, с 1968 по 2021 годы хранился в здании депо. В настоящее время вагон вывезен на территорию ВРК «Братеево» для дальнейшего восстановления и передачи в Музей транспорта Москвы. В октябре 2024 года реставраторы завершили работу по восстановлению интерьера вагона.

## Вторая жизнь вагонов типа «В»
В Ленинград в общей сложности было передано 6 вагонов типа «В-4»:
Первый вагон (№ 153) передан 12 августа 1960 года и переоборудован в электровоз-дефектоскоп № 002. Разработка этого проекта началась одновременно с модернизацией вагона в январе 1961 г. в депо «Автово». У вагона было удалено оборудование пассажирского салона, в освободившемся помещении смонтировали аппаратуру по обработке получаемой информации. Всё тяговое оборудование было демонтировано. В декабре 1963 года вагон-дефектоскоп был принят в опытную эксплуатацию, и первое время его движение со скоростью 15—20 км/ч осуществлялось в ночное «окно» в сцепе с мотовозом. Летом 1964 года были проведены совместные сравнительные испытания вагонов-дефектоскопов Ленинградского метро и Московской железной дороги на участке Чудово — Новгород Октябрьской железной дороги. Позже, после модернизации поисковой системы, рабочая скорость вагона увеличилась до 25—30 км/ч, что позволило использовать в качестве тяги электровоз. Впоследствии после модернизации на Октябрьском электро-вагоноремонтном заводе скорость была повышена ещё раз, и он стал выезжать на линию во внепиковое время в сцепе с вагоном-путеизмерителем. В настоящее время находится в разукомплектованном состоянии на заднем веере депо «Московское».

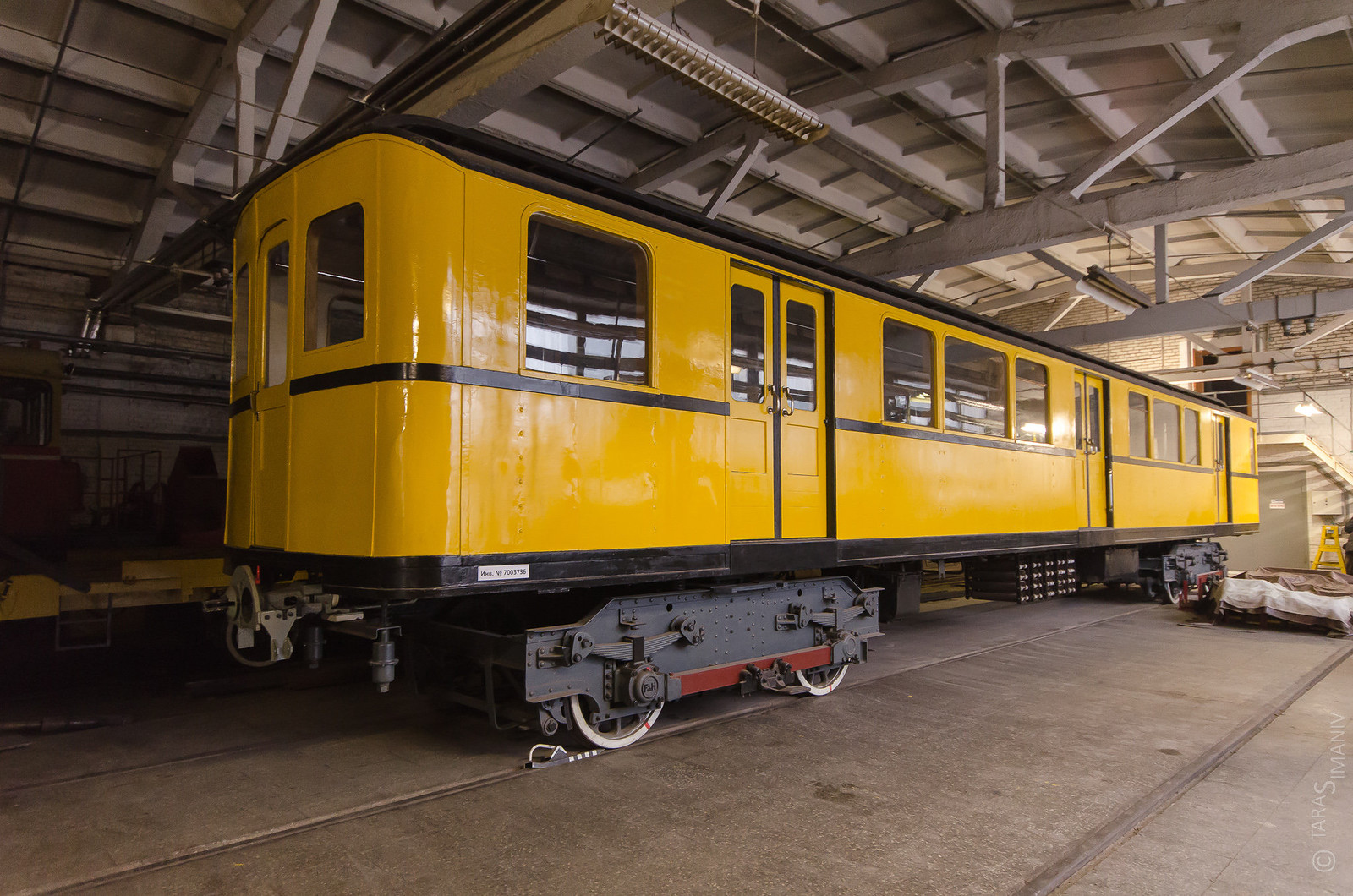
Вагон В4 № 156 в депо Автово

Второй вагон (№ 156) был передан 12 августа 1960 года Ленинградский метрополитен начал заниматься проблемой сухой очистки тоннелей с октября 1963 года. Затем был создан опытный образец вагона-пылесоса на базе этого вагона с автономным передвижением. В период 1968-72 гг. проводились опытная эксплуатация и наладка вагона-пылесоса, который производил очистку верхнего строения пути и периметра тоннелей круглого сечения диаметром 5100—6000 мм. Принцип действия вагона-пылесоса заключался в сдувании пыли потоком воздуха под давлением 5 атмосфер с тюбингов и путевого бетона тоннеля и всасывании запылённого воздуха выдвижной отсасывающей головкой. Основной рабочий орган вагона-пылесоса, отсасывающая головка, располагалась на боковой поверхности кузова. Здесь же располагались качающиеся форсунки, через которые производилось взмучивание пыли, осевшей на поверхности тоннельной отделки. Над врезанной в хвостовой части вагона второй кабиной располагались специальные сопла, через которые происходил выброс окончательно очищенного воздуха. В 1975 году работы с этим вагоном были прекращены. В настоящее время этот вагон в Петербурге сохранён и подлежит восстановлению.
Третий (№ 159) и четвёртый (№ 162) вагоны были переданы 28 декабря 1963 года. На Ленинградском метрополитене из этих двух вагонов 1963-64 годах были изготовлены два контактно-аккумуляторных электровоза ЭД-01 и ЭД-02. В отличие от электровозов Московского метрополитена, в Ленинграде средняя часть вагона не вырезалась, и тяговая аппаратура оставалась под вагоном. Это дало возможность свободно расположить в кузове 336 элементов тепловозных аккумуляторных батарей ТПЖН-550 производства Луганского аккумуляторного завода. При этом обеспечивался удобный доступ к ним обслуживающего персонала и широкий проход из одной кабины в другую. Вторая кабина была больше первой примерно в два раза, и в ней размешалась часть дополнительного оборудования. Батареи обеспечивали пробег электровоза на участке протяжённостью 40-50 км с прицепной нагрузкой 20-30 тс. Электровозы проработали вплоть до 1972 года, после чего были заменены новыми электровозами, созданными на базе вагонов типа «Д». Разукомплектованный кузов с тележками электровоза ЭД-01 использовался как складское помещение в электродепо «Автово».
Восстановлен в 2010-году. С 13 сентября 2020 года располагается в музейной экспозиции на одной из канав нефа электродепо ТЧ-7 «Южное».
Пятый (№ 150) и шестой вагоны (№ 160) были переданы 21 марта 1966 года.
Вагон № 163 был передан в Тбилиси в 1966 году и используется там до сих пор в качестве путеизмерителя. Приписан к депо «Глдани».

## Влияние на развитие советского метрополитена
Этот тип вагона дал мощный толчок развитию метровагоностроения в СССР. Многие технические решения и разработки, применённые на них, были использованы при постройке советских вагонов метро.
Старожилы[кто?] говорят, что за 2—3 года в СССР вагон приходил в негодность — а до этого исправно работал 15 лет в ГДР. По словам одного из машинистов: «Несмотря на то, что хоть и немецкие вагоны были в основном старыми, по комфорту во время езды их нельзя было сравнить даже с современными, уже не говоря об управлении. Сидишь в кабине машиниста, ведёшь поезд и отдыхаешь». О внутренней отделке он сказал: «Такое впечатление, что ты вошёл во дворец или личный вагон самого вождя».

## Судьба вагонов, оставшихся в Германии

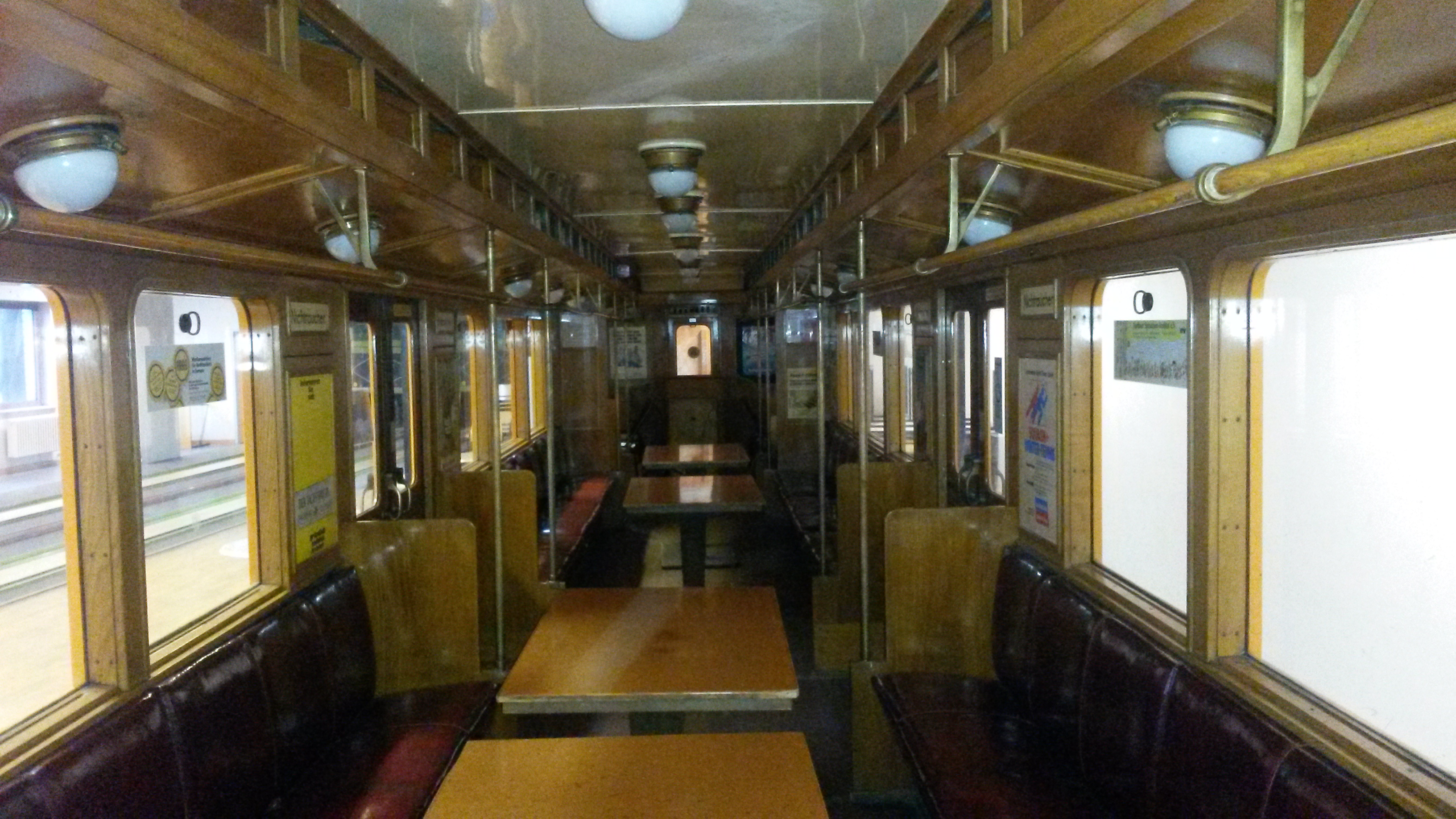
Салон метровагона С-2 (Берлин)

Часть вагонов типа «С», которая не была конфискована, ещё довольно долго работала в Берлине. С 27 ноября 1957 года все вагоны типа «С» получили новые эксплуатационные номера с 1302 по 1396 (только чётные). Вагоны по проекту 10 получили № 1302—1388, вагоны по проекту 11 — № 1390 и 1392, моторные вагоны по проекту 7 с кузовами из алюминия — № 1394 и 1396. Проработали они вплоть до весны 1975 года. После раздела на ГДР и ФРГ они попали в Западный Берлин. А дорабатывали — на 8-й линии, что проходила транзитом через Берлин Восточный: там более старое электрооборудование не позволяло заменить их вагонами нового поколения.
К 100-летнему юбилею Берлинского метро, отмечавшемуся в 2002 году, был создан самостоятельный Музей истории метрополитена, разместившийся в депо «Грюневальд», и площадка подвижного состава в депо «Friedrichsfelde», где среди прочих представлены отреставрированные вагоны типа «С-2», № 1316 и № 1338, с их первоначальными номерами 563 и 588 и окраской в красный и традиционный жёлтый цвета соответственно.